# The L.A. Complex
The L.A. Complex è una serie televisiva canadese. È andata in onda in Canada su CTV e MuchMusic a partire dal 10 gennaio 2012. Negli Stati Uniti la serie è stata trasmessa dal 24 aprile 2012 su The CW.

## Produzione
La società proprietaria di CTV, Bell Media, ha richiesto la produzione di sei episodi della serie nell'agosto 2011. Le riprese e la produzione sono iniziate l'estate stessa nelle città di Toronto e Los Angeles.
Nelle ore che precedevano la première della serie, Bell Media ha annunciato che The L.A. Complex è stato affidato a The CW per la trasmissione negli States durante la primavera.
Il 22 marzo 2012, Bell Media ha ordinato altri 13 episodi per la prima stagione.
The CW ha preso in consegna la seconda stagione della serie e ha deciso di inserirla nella sua programmazione estiva a partire dal 17 luglio 2012.

## Accoglienza
La serie ha ricevuto recensioni generalmente positive da parte della critica.
Metacritic ha assegnato alla serie un punteggio di 70/100 basandosi su 12 recensioni, che includevano giudizi positivi.
Entertainment Weekly ha valutato la serie con un A-, definendola come una "gemma d'estate nascosta", dicendo che è stata "imprevedibilmente brillante" e che le cattive decisioni dei personaggi l'hanno resa "di gran lunga più interessante e piacevole delle solite serie".
Tom Gliatto di People Weekly, invece, ha dato una valutazione negativa in merito alla serie.